# Adolphe Jung
Pour les articles homonymes, voir Jung.
Adolphe Michel Jung, né le 17 décembre 1902 à Schiltigheim et mort le 1er juillet 1992 à Strasbourg, est un chirurgien français.

## Biographie

### Famille et études
Adolphe Jung est l’ainé de deux enfants nés de parents commerçants à Schiltigheim (banlieue de Strasbourg, Bas-Rhin).
Son père Adolphe Frédéric Jung (1877-1965) et sa mère Émilie, née Ruch (1884-1968) dont les familles sont établies en Alsace depuis plusieurs générations, créent, après leur mariage (26/02/1902) une mercerie au centre de Schiltigheim. Adolphe et son frère Robert (1904-1982) sont scolarisés au Gymnase Protestant Jean Sturm de Strasbourg où ils suivent leurs études en allemand. Adolphe passe son « Abitur » en 1918. La famille étant francophone, Adolphe passera le baccalauréat en français sans difficulté à Nancy quelques mois plus tard après la fin de la guerre.
Ses parents le destinant au commerce, il suit les cours de l’école de commerce de Paris, mais revient à Strasbourg après un an pour s’engager dans des études de Médecine en 1921.
Robert, après des études de commerce, fondera une chaîne de magasins et de supermarchés en Alsace, à Paris et aux États-Unis.
En 1925, Jung est reçu au concours d’externat des Hôpitaux de Strasbourg dans le service de neurologie de Jean Alexandre Barré (1880-1967). Suit une année d’Externat à Paris, dans le service de médecine d’André Lemierre. Il revient à Strasbourg à la suite du concours d’Internat de 1927 et entre aussitôt à la Clinique chirurgicale A sous la direction du Professeur René Leriche (1879-1955). Il ne le quittera plus jusqu’à ce que Leriche lui-même abandonne Strasbourg en 1939.
Sous son égide, Jung présenta avec succès sa thèse le 8 juin 1928 sur « L´influence des opérations sympathiques sur l´évolution des plaies expérimentales en rapport avec les modifications du pH ».
En 1928/29, il fait son service militaire en tant que chirurgien à l´Hôpital d´Oujda au Maroc.
Bénéficiaire d’une bourse de la Caisse Nationale des Sciences, Jung effectue en 1931 un long séjour aux États-Unis dans les services des chirurgiens Evarts Ambrose Graham (1883–1957) à l’université Washington de St. Louis, Missouri, Alfred Washington Adson (1887–1951) à la Mayo Clinic de Rochester, Minnesota et Charles Harisson Frazier (1870–1936) à l’Université de Pennsylvanie.
Il s’y lie d’amitié avec Michael DeBakey (1906-2006) et l’invitera plus tard à Strasbourg où DeBakey séjournera quelques mois dans le service de Leriche. Ces trois hommes gardèrent des liens d’amitiés fidèles.
De 1932 à 1937, il est nommé Chef de clinique, Assistant des hôpitaux à la faculté de Médecine de Strasbourg.
Il épouse le 27 avril 1934 Marie Louise Schertzer (1913-2005). Ils auront quatre enfants : Pierre-Michel (27/02/1936), Jean-Daniel (05/02/1938-2007), Catherine (27/11/1942), Frank (08/01/1947, chirurgien).
En 1939, Leriche quitte Strasbourg. Il préside au concours d’agrégation que passe Jung à Paris le 30 août 1939, quelques jours avant l’ordre d’évacuation de Strasbourg (2 septembre 1939), et la veille de la déclaration de la guerre.

### La déclaration de la guerre
Adolphe Jung est mobilisé comme médecin capitaine chef de l’ambulance chirurgicale légère 244 sur le front des Ardennes. Il obtient la Croix de guerre 39-40 avec citation à l’ordre du corps d’armée « pour dévouement hors du commun dans les soins administrés aux soldats blessés, [...] son sang-froid et son esprit de décision ».
Replié, par ordre de la Direction du Service de Santé de la IVe Armée à Lunel près de Montpellier, puis à Clermont-Ferrand, JUNG, alors démobilisé, se présente à la cité-sanitaire de Clairvivre où l’hôpital de Strasbourg s’était replié8. Mais faute de place, on ne peut lui attribuer de service clinique. Après quatre mois d’une très faible activité et comme l´armistice avait été conclue entre-temps et la possibilité de voyager rétablie, ses collègues l’incitèrent à retourner en Alsace pour y chercher sa famille. Ce qu’il fit dûment nanti de l’autorisation écrite du doyen André Forster (1878-1957) et certain, dit-il, que « l´occupation par les Allemands de l´Alsace, juridiquement toujours française, ne serait que transitoire. »
Il se trompait. L’Alsace fut annexée de fait et l’Allemagne avait grand besoin de chirurgiens.
Il ne fut plus autorisé à repartir.

### Octobre 1940: retour en Alsace
À partir de janvier 1941, Jung va reprendre ses anciennes salles de l’hôpital civil alors tenu par des médecins alsaciens restés à Strasbourg.
Progressivement, l’administration allemande se met en place visant à germaniser puis nazifier la province annexée. À l’hôpital, les services chirurgicaux sont placés le 17 octobre 1941 sous l’autorité de Ludwig Zuckschwerdt (1902-1974).
Dans ce cadre, Jung fait l’objet de l’affrontement sourd de deux autorités.
D’une part, celle de la Gestapo qui, au terme d’une enquête discrète, considère Jung comme un excellent chirurgien, mais « non sincère, [...] politiquement peu fiable […] car trop francophile », et « ne pouvant être maintenu en Alsace et devant, le plus vite possible être employé dans une université située dans le vieux territoire allemand (Altreich) ».
D’autre part celle du doyen Johannes Stein, qui fait pression pour conserver un élément de valeur, de surcroît emblématique de l’assimilation des élites alsaciennes dans la nouvelle université qui se met en place. 
Pour rester en Alsace, Jung se plie initialement aux obligations d’allégeance au régime que doivent obligatoirement fournir tous les fonctionnaires allemands et approche même Maximilian De Crinis, conseiller au Ministère de l´Éducation du Reich en ce sens.
Mais il réalise rapidement qu’il n’obtiendra pas de chefferie de service à Strasbourg, celles-ci étant réservées à des cadres allemands, et surtout, que sa position dans le système allait l’obliger à entrer dans l’Opferring ou toute autre formation politiques du parti NSDAP, ce qu’il ne put accepter. 
À la veille de l’inauguration de la nouvelle université impériale de Strasbourg (Reichsuniversität), le 23 novembre 1941, Jung démissionne brutalement de l’hôpital et refuse tout poste d’enseignement à l’Université. Il exerce alors dans des cliniques privées de Strasbourg.
Des représailles humiliantes visant à le faire revenir sur sa décision ne se font pas attendre. Traité en « Volksdeutscher » (citoyen allemand assimilé), le 6 mars 1942, il est démis de tout titre universitaire puis exilé de force (Notdienstverpflichtung) d’abord comme médecin généraliste à Pfullendorf en Souabe (400 habitants) puis le 28 juillet à l’hôpital d’Überlingen (Bade-Wurtemberg).
Les autorités lui font savoir qu’il est hors de question qu’il rentre désormais en Alsace. Sa famille y est retenue sous contrôle hebdomadaire de la Gestapo.

### 1eroctobre 1942: exil à Berlin
Sur recommandation de son ancien Maître Leriche, Jung prend contact avec Ferdinand Sauerbruch (1875-1951), directeur de la clinique chirurgicale « La Charité » à Berlin et dont il avait fait la connaissance avant la guerre. Ce dernier, en dépit de son grade de général, ne peut lui promettre un prochain retour en Alsace, mais lui propose de le prendre auprès de lui pour s’occuper de ses patients privés. Par la suite, il pourrait donner quelques conférences, mais sans poste officiel.
Il est alors hébergé dans une mansarde de l’hôpital avec des appointements dérisoires, loin de sa famille restée en Alsace, où sa fille Catherine est sur le point de naître.
Dans un journal intime partiellement rédigé à la Charité, découvert en 2003 et publié par sa belle-fille Marie-Christine Jung sous le titre « Un Chirurgien dans la tourmente », Adolphe Jung décrit en français ce séjour à Berlin. Il fournit force détails tant sur l’équipement et le fonctionnement des services de chirurgie sous les bombes que sur le caractère autoritaire de Sauerbruch. Avec respect, il présente ce chef comme patriote, certes, mais antinazi et abhorrant l’antisémitisme. En dépit de très grands risques, il soigna dans son service bon nombre de juifs et d’opposants au régime.
Fin 1942, Jung fait la connaissance de Fritz Kolbe (1900-1971), un fonctionnaire du ministère des affaires étrangères de Ribbentrop, qui fréquente assidûment la Charité car il était fiancé (et plus tard marié) à Maria Fritsch, secrétaire de Sauerbruch.
Sous le pseudonyme de Georges Wood, Kolbe se livrait au renseignement au profit des alliés. « Kolbe fut durant toute la guerre, la source la plus valable et la plus prolifique qu’aient eu les services spéciaux américains en Allemagne », écrira plus tard Allen Dulles, Directeur de l’O.S.S. à Berne et futur directeur de la CIA.
Dans sa chambre, au péril de sa vie et de celle de sa famille, Jung, « soldat sans uniforme », photographiait les documents apportés par Kolbe. Puis ces films étaient acheminés par l’un ou par l’autre soit à Berne où Sauerbruch se rendait assez souvent en consultation avec Jung, soit vers Strasbourg, Paris et Londres via le réseau de résistance SAMSON auquel appartenait aussi Robert Jung, frère d’Adolphe.

### Après la guerre
Après la chute de Berlin le 1er mai 1945, Jung rentre à Strasbourg. 
Il doit d’abord se justifier auprès de la commission d’épuration car ses activités, par nature secrètes, nécessitèrent quelque temps pour être reconnues. Appuyé par les services secrets français, anglais et américains, le Recteur de l’Académie et Directeur de l’Instruction Publique d’Alsace Lorraine, Marcel Prélot informe le doyen de la faculté de médecine de Strasbourg : « Au terme de mon enquête j’ai décidé de ne retenir aucun des griefs formulés à l’égard du professeur A. Jung ». Il en sortira rapidement et totalement blanchi, de surcroît honoré par la croix de guerre 39-45 avec Étoile de Bronze, reconnaissant son engagement pour la France tout au long du conflit.
Il sera aussi élu Président du Comité Départemental des Travailleurs Déportés du Bas-Rhin.
Il réintègre son poste universitaire en juillet 1946 et en 1947 effectue une série de conférences aux États-Unis, à Washington, Los Angeles, San Francisco et Cleveland. 

#### La parenthèse de la Sarre
En 1954 est créée pour lui la chaire de Pathologie Chirurgicale à Strasbourg.
Missionné par le ministère des Affaires Étrangères, le ministère de l’Éducation nationale et celui de la Santé et soutenu par René FONTAINE (1899-1979), Doyen de la Faculté de Médecine de Strasbourg, il prend la direction du service de Chirurgie de l’Hôpital Universitaire Européen de la Sarre à Hombourg alors sous protectorat français et dont il deviendra vice-recteur en 1956.

#### Au CHU de Strasbourg
À l’issue du référendum de 1957 qui rendit la Sarre à l’Allemagne, Jung revient à Strasbourg et obtient la direction de l’Hôpital Chirurgical et Orthopédique Stéphanie qui devient dès lors un service universitaire à part entière.
Bien que titularisé en 1954 dans sa chaire de Pathologie Chirurgicale, il ne prononcera sa leçon inaugurale qu’à son retour, le 16 janvier 1958.
Il assure la direction du Certificat d’Études Spéciales de Chirurgie Générale dès sa création en 1963. En 1965, sa chaire est transformée en Chaire de Pathologie et Clinique Chirurgicale.
En 1969, Jung crée et dirige le Laboratoire de Pathologie Chirurgicale à la Faculté de Médecine de Strasbourg qui restera actif jusqu’à sa retraite en 1974.
Admis à faire valoir ses droits à la retraite le 13 décembre 1973, Jung est maintenu en fonction, notamment pour faits de guerre, jusqu’au 30 septembre 1974. Au sein de sa famille et avec l’aide de son agrégé et collaborateur Pierre Kehr, il s’attache à la publication de plusieurs ouvrages traduits en anglais, en allemand et en italien sur la chirurgie du rachis cervical et de l’artère vertébrale. Il sera invité à présenter ses travaux dans le monde entier avant de se retirer définitivement dans les Vosges se consacrant enfin à sa famille et à la peinture.
Adolphe Jung était membre national de l’Académie de Chirurgie, président de la Société Française de Chirurgie Orthopédique. Il fut élevé au rang d’Officier de la Légion d’honneur, Officier des Palmes académiques.

## Dans les arts et la culture populaire

### Filmographie

#### Télévision
2017 : Hans Löw le joue dans Charité.

## Ouvrages citant des passages des mémoires d’Adolphe Jung
- Des mémoires d’Adolphe Jung éditées en 2003 pour la famille par Marie-Christine Jung sous le titre : « Un Chirurgien dans la tourmente » ont été extraits de nombreux passages inclus dans :

- Lucas DELATTRE : Un espion au Cœur du troisième Reich - Fritz Kolbe - l’espion le plus important de la deuxième guerre mondiale. Éd. Denoël, 2003

- Christian HARDINGHAUS : Ferdinand Sauerbruch und die Charité. Operationen gegen Hitler, Berlin/München/Zürich/Wien 2019, Europaverlag 2019

- La série « Charité » Erstes Deutsches Fernsehen – 2018,  produite par Sabine Thor-Wiedemann et Dorothee Schön, UFA-Fiction

- A. JUNG, « Zwangsversetzt – vom Elsass an die Berliner Charité. Die Aufzeichnungen des Chirurgen Adolphe Jung, 1940–1945 » - étude critique des Prof. Dr C. Bonah, T. Beddies, S. Michl- Schwabe, éd. mars 2019